# Мадагаскар 3
«Мадагаска́р 3» (англ. Madagascar 3: Europe's Most Wanted) — американский компьютерный анимационный фильм производства американской киностудии DreamWorks Animation, премьера которого состоялась в СНГ 7 июня 2012 года в форматах 2D, 3D и IMAX 3D. К режиссёрам двух предыдущих картин Эрику Дарнеллу и Тому МакГрату в этой части мультфильма присоединился третий режиссёр — Конрад Вернон. Мультфильм является продолжением фильмов «Мадагаскар» и «Мадагаскар 2».
Мультфильм продолжает повествование о приключениях антропоморфных животных — льва Алекса, зебры Марти, жирафа Мелмана и гиппопотама Глории — с их попытками вернуться в родной дом — Зоопарк Центрального парка Нью-Йорка. На своём пути они встречают опасного противника — капитана отдела по поимке животных Шантель Дюбуа. Животные присоединяются к бродячему цирку, который держит свой путь через всю Европу и помогают его артистам в постановке одного из самых восхитительных цирковых представлений в мире.
В озвучивании мультфильма к вернувшимся во франшизу Бену Стиллеру, Крису Року, Дэвиду Швиммеру и Джаде Пинкетт-Смит присоединились новые актёры — Джессика Честейн, Брайан Крэнстон, Мартин Шорт и Фрэнсис Макдорманд.
В целом мультфильм получил признание критиков (статус «Подтверждённо свежий» на ресурсе «Rotten Tomatoes») и одержал коммерческий успех — по состоянию на 1 января 2013 года кассовые сборы «Мадагаскара 3» по всему миру оцениваются в 742 110 251 $. Таким образом, мультфильм находится на 22 месте среди самых кассовых полнометражных мультфильмов и на 97 месте среди самых кассовых фильмов. Кроме того, сборы третьей части мультфильма ставят всю франшизу «Мадагаскар» на 18 место среди самых кассовых серий фильмов.

## Сюжет
Алекс и его друзья из зоопарка живут в Африке, но всё ещё скучают по Нью-Йорку. Зная, что пингвины на летательном аппарате вместе с обезьянами отправились в Монте-Карло, четвёрка вместе с лемурами переплывает Средиземное море, чтобы найти пингвинов и заставить отвезти их в Нью-Йорк. Но звери случайно проламывают стеклянную крышу казино и сваливаются на головы посетителям. Героям удаётся договориться с пингвинами, и они смогли выбраться из казино, воспользовавшись их бронированным джипом. За компанией пускаются офицеры ветеринарного контроля во главе с капитаном Шантель Дюбуа, мечтающей заполучить голову льва.
На летательном аппарате зверям удаётся оторваться на время, но до Америки они не долетают, разбившись на какой-то французской железнодорожной станции. Там они встречают испанский бродячий цирк «Сарагоса», путешествовавший на поезде. Видя, что на шум приезжают десятки полицейских, звери просятся в поезд, соврав, что они тоже цирковые животные. Лидер цирковой труппы — русский тигр Виталий — не доверяет им, в то время как остальные животные их принимают. Их могут ссадить с поезда, и, чтобы решить проблему, шимпанзе Фил и Мейсон, нарядившись королём Версальским, выкупают цирк, и он становится собственностью самих животных.
Приехав в Рим, герои решают не вмешиваться в работу артистов, надеясь привлечь внимание американского промоутера и обеспечить поездку в Нью-Йорк. Однако их ожидания не оправдываются: животные выступают очень плохо, и разгневанная публика требует вернуть деньги. Из Италии труппа уезжает в подавленном настроении. Морской лев Стефано рассказывает Алексу, что раньше цирк был одним из лучших, но после травмы Виталия всё пошло по наклонной. Стефано надеется, что Алекс сможет вернуть цирку славу.
На стоянке в Альпах Алекс предлагает артистам делать не то, чему их учили дрессировщики, а то, что они сами хотят делать. Например, ягуар Джиа мечтала выступать на трапеции, а Стефано желал, чтобы им выстрелили из пушки. Каждый из зверей вскоре находит номер по душе, и в Лондоне им удаётся показать очень зрелищное представление. Алекс уговаривает Виталия остаться, тому удаётся исполнить свой коронный трюк с колечком в огне. Цирк покоряет американского промоутера, и тот оформляет ему турне в Америку.
После выступления Дюбуа с помощниками находят их и снова пытаются поймать. Пингвины выстреливают ими из пушки, на время избавившись. Неожиданно артисты узнают, что Алекс, Марти, Глория и Мелман из зоопарка, в результате чего четвёрка уходит из цирка. Вернувшись в зоопарк Нью-Йорка, звери понимают, что больше не смогут там жить, как в былые времена. Внезапно их у входных ворот оглушает Дюбуа, но работники зоопарка благодарят её за возвращение животных. В цирке «Сарагоса» артисты узнают о случившемся.
На возвращении зверей в зоопарк Шантель Дюбуа вручают чек на миллион долларов, однако она рвёт его, заявляя, что ей нужна только голова Алекса, после чего стреляет в него смертельным дротиком, однако Алекса спасает Джиа. Тут появляется цирк и вступает в битву с офицерами. В итоге Алекс одерживает верх над сошедшей с ума Дюбуа, закидывая её в вольер, а лемур Морт стреляет в неё транквилизатором. После этого четвёрка уезжает из Нью-Йорка и решает отныне путешествовать по миру вместе с новыми друзьями. По пути Алекс спрашивает Шкипера о судьбе Дюбуа. Тем временем злодеи просыпаются в коробках на корабле, направляющемся на Мадагаскар.

## Роли озвучивали[7][8][9]
- Бен Стиллер — лев Алекс
- Крис Рок — зебра Марти
- Дэвид Швиммер — жираф Мелман
- Джада Пинкетт-Смит — гиппопотам Глория
- Фрэнсис Макдорманд — капитан Шантель Дюбуа
- Брайан Крэнстон — тигр Виталий
- Джессика Честейн — ягуар Джиа
- Мартин Шорт — морской лев Стефано
- Том МакГрат — Шкипер
- Крис Миллер — Ковальски
- Саша Барон Коэн — король Джулиан XIII
- Джон Ди Маджо — Рико
- Кристофер Найтс — пингвин Прапор
- Седрик «Развлекатель» — Морис
- Энди Рихтер — мышиный лемур Морт
- Конрад Вернон — шимпанзе Мейсон
- Фрэнк Уэлкер — медведица Соня
- Дэнни Джейкобс — крупье / хозяин цирка

## Персонажи

### Положительные
Лев Алекс (Алакей) (англ. Alex the Lion)
Алекс — обаятельный, харизматичный и уверенный в себе лев, всемирная звезда и любимец публики, «король Нью-Йорка». По стечению обстоятельств он и его друзья оказались на острове Мадагаскар в первом фильме, откуда во втором им удалось перебраться на континентальную Африку. Будучи неформальным лидером своей команды, Алекс всё время пытается вернуться домой в зоопарк Центрального парка в Нью-Йорке. В конце концов лев решает взять инициативу в свои руки, чтобы собственным путём через всю Европу добраться до Нью-Йорка. По пути Алекс и его друзья, преследуемые капитаном по отлову животных, встречаются с бродячим цирком, главой которого Алекс вскоре и становится. Именно ему удаётся воодушевить цирковых животных и полностью обновить амплуа цирка, отказавшись от участия людей в номерах и разрешив его артистам делать то, что они желали всем сердцем. Алекс с первого взгляда влюбляется в ягуара Джию, своего партнёра по номеру «Трапеция американо» и всё время пытается произвести на неё впечатление. Наибольшее сопротивление он встречает от Виталия, который не желает ломать устоявшиеся традиции цирка. Однако, имея дар ведения переговоров, лев переубеждает угрюмого тигра и возвращает ему уверенность в самом себе. После прибытия в родной зоопарк Алекс, характер которого полностью преобразился за годы путешествия, понимает, что здесь его более ничего не держит, и приходит к выводу, что настоящий дом — это то место, где находятся семья и друзья. Он вместе со своими друзьями решает остаться в цирковой труппе, путешествующей по всему миру, чтобы дарить счастье людям и жить действительно интересной жизнью, которая полна романтики, опасностей и духом приключений.
Главный враг Алекса — глава монакского ветконтроля Шантель Дюбуа. Преданная своему делу талантливейшая полицейская одержима мыслью поймать льва, которого видит исключительно опасным преступником, и пытается любым способом изловить, а затем обезглавить его.
Зебра Марти (англ. Marty the Zebra)
Марти — беззаботный энергичный зебра-оптимист, лучший друг Алекса с самого детства. Удостоверившись в их с Алексом истинной безграничной дружбе на Мадагаскаре и в Кении, Марти просто не может допустить того, чтобы его лучший друг добирался до Нью-Йорка через всю Европу в одиночестве, поэтому он отправляется в путь вместе с ним. Идея присоединиться к цирку забавляет его, ведь недаром он с особым энтузиазмом исполняет песенку «Афро в цирке». Среди артистов цирка Марти первым налаживает дружественный контакт со Стефано, своим партнёром по цирковому номеру — вылетом из пушки. Когда четвёрка стоит перед воротами своего зоопарка в раздумьях, Марти просит прощение перед своими друзьями за то, что именно из-за него началась вся эта долгая история. Однако поняв, что это решение на самом деле оказалось только выигрышным для всех, Марти принимает решение остаться в цирке со своими старыми и новыми друзьями.
Жираф Мелман (англ. Melman the Giraffe)
Мелман — пессимистичный, боязливый и не до конца уверенный в себе жираф, друг Алекса и Марти. В Кении он понимает, что влюблён в Глорию. Путешествуя по Европе, они обращаются друг с другом уже как настоящая сложившаяся пара. Благодаря своей любви к Глории Мелман стал более решительным и независимым. В цирке они вместе исполняют парный танец на подвешенных канатах.
Бегемотиха Глория (англ. Gloria the Hippo)
Глория — добрая, отзывчивая и миловидная бегемотиха, подруга Алекса и Марти. Она влюблена в Мелмана. Свой цирковой номер также исполняет с ним.
Тигр Виталий (англ. Vitaly the Tiger)
Виталий — лидер цирковой группы, могучий, немногословный и резкий в словах сибирский тигр. Он ревностно охраняет свою цирковую семью и никогда не допустит, чтобы кто-нибудь причинил им зла. Публика обожала Виталия за то, что он мог совершать физически невозможные номера со всей своей страстью и рвением. Однажды тигр, весь измазанный в оливковом масле, попытался прыгнуть сквозь необычайно маленькое колечко, объятое огнём. В результате произошёл несчастный случай — вся шерсть Виталия, пропитанная маслом, обгорела (ведь оливковое масло легко воспламеняется), и номер был полностью провален. Его жена, тигрица Наталия (в фильме её имя не упоминается), ушла от него к неизвестному музыканту, с которым вместе и сбежала из цирка. С тех пор Виталий огрубел, замкнулся в себе и несколько потерял физическую форму. Его единственной страстью в жизни стал борщ, который он хлебал без перерыва. Виталий выступил в роли ревностного хранителя семейных традиций, именно поэтому с первого взгляда невзлюбил Алекса и его стремление к кардинальному обновлению цирка. В конце концов, оставшись в одиночестве, в критический момент он чуть не покинул цирковую труппу. Но благодаря Алексу тигр переоценил себя и решил снова попытаться выполнить свой роковой номер (Алекс предложил ему использовать вместо оливкового масла негорючий кондиционер для волос). Достигнув былого успеха и победив собственные страхи, Виталий стал более открытым и дружелюбным, в том числе и по отношению к своему новому другу — Алексу. Родился под знаком Овна.
Морской лев Стефано (англ. Stefano the Sea Lion)
Стефано — простодушный, ранимый и невероятно обаятельный морской лев итальянского происхождения. Он является связующим звеном между командой Алекса и остальными цирковыми животными, во многом благодаря неунывающему Стефано четвёрка смогла проникнуть в цирковой поезд. Стефано — довольно впечатлительная натура, именно он больше всего переживает, когда выясняется, что Алекс и его команда — не цирковые животные, а «городские», и не стесняется рыданий, когда Виталий отказывается исполнять свой номер. По заверениям самого Стефано, быть выстреленным из большой пушки — одна из самых заветных его мечтаний. Морской лев довольно самокритичен: он заявляет, что собственный интеллект оценивает ниже среднего, хотя в его голове рождается много достойных мыслей. Родился под знаком близнецов.
Ягуар Джиа (англ. Gia the Jaguar)
Джиа — грациозная, доброжелательная и обворожительная красавица, самка ягуара  родом из Италии. В отличие от консервативно настроенного Виталия, Джиа готова на любые перемены в цирке, и потому встречает предложение Алекса с невероятным энтузиазмом. Первоначально она относится к Алексу с некоторым опасением, однако со временем она проникается симпатией ко льву. Её главный девиз — «Цирковые своих не бросают», который сыграл роль последнего слова в споре с Виталием о том, чтобы допустить четвёрку в поезд, оказался для ньюйоркцев спасительным. Она больно воспринимает ложь Алекса и его друзей о своей принадлежности к цирку, однако вскоре понимает, что жизнь без новых друзей будет ей, как и другим цирковым животным, не в милость. В конце концов Джиа понимает, что влюбилась в Алекса окончательно. Родилась под знаком козерога.
Пингвины Шки́пер (англ. Skipper), Кова́льски (англ. Kowalski), Рико (англ. Rico), Рядовой (англ. Private)
Пингвины — ретивые коммандос, всегда готовые выручить ньюйоркцев, попавших в беду. Их техническая помощь четвёрке и цирку неоценима.
Король лемуров Джу́лиан XIII (англ. King Julian XIII), Ай-ай Мо́рис (англ. Maurice) и мышиный лемур Морт (англ. Mort)
Джулиан — эгоистичный, безудержный и буйный самопровозглашённый король лемуров. Он продолжил своё путешествие с острова Мадагаскар вместе с другими животными, чтобы расширить территорию своего королевства. Совершенно неожиданно он влюбляется в цирковую медведицу Соню, за которой всячески ухаживает и дарит подарки, такие как мотоцикл Дукати. Любовь Джулиана настолько сильна, что он сенсационно отказывается от своего королевского титула, просто для того, чтобы остаться вместе с медведицей. Вместе с ней он и выступает в цирке, исполняя трюки на мотоцикле. Морис и Морт — его верные подданные.
Шимпанзе Мэ́йсон и Фил
Умные и эрудированные шимпанзе из Нью-Йоркского Зоопарка. Фил немой, и потому общается на языке жестов, а Мэйсон его переводчик. Одетые в длинные плащи, шляпы и очки, они становятся связующим звеном между животными и людьми.
Собаки Фрэдди, Джонси, Фрэнки, Шейки и ещё две без имени
Лошади Эсмеральда, Эсперанза, Эрнестина
Слоны Ману и Майя
Медведица Со́ня (англ. Sonya the Bear)
Соня — неприхотливая, косолапая возлюбленная Джулиана. Своим поведением она похожа на настоящую медведицу, а не на антропоморфное животное, как все остальные персонажи.

### Отрицательные
Шантель ДюБуа́ (англ. Captain Chantel DuBois)
Капитан Шантель Дюбуа — главная злодейка фильма — чудовищно сильная, ловкая и обаятельная француженка, глава контроля по отлову животных Монако. Она имеет безупречный послужной список и не остановится ни перед чем, чтобы достигнуть своей цели — поймать льва Алекса и повесить его голову на стену в своём офисе. Поначалу Шантель преследует беглецов из-за вызова, но потом это для неё становится делом принципа. Если верить её словам, то в семь лет она удушила первого попугая, спустила в унитаз золотую рыбку, а также освежевала ядовитую змею. Физические данные Шантель намного превосходят любого обычного человека: она легко может проломить стену головой, запрыгнуть в поезд на ходу или учуять запах любого животного на достаточно большом расстоянии. Она нарушает законодательство Италии и оказывает прямое сопротивление полиции, безуспешно пытавшейся остановить её. В подчинении у Дюбуа находится своя собственная команда, состоящая из четырёх офицеров ветконтроля. Шантель совершенно не заинтересована в деньгах. В итоге она была с трудом побеждена львом и вместе с подручными отправлена в ящиках в плавание на Мадагаскар.
Говорит с сильным французским акцентом. Также демонстрируется её невероятный дар исцелять больных песней Эдит Пиаф «Non je ne regrette rien».
В украинской озвучке мультфильма говорится, что ей 45 лет. Также Шантель Дюбуа является одной из самых жестоких и харизматичных злодеек мультипликации.
Офицеры Томми, Жерар, Ришар и Поль (англ. Tommy, Gerard, Richard and Paul)
Являются подчинёнными Шантель Дюбуа. Несмотря на то, что их начальница — лучшая в своём деле, сами офицеры не блещут профессионализмом, но они тоже представляют серьёзную опасность для четвёрки. В самом мультфильме их имена не называются, однако в одной из удалённых сцен, высокого и худощавого офицера с густыми завитыми усами зовут Жерар.

## Релиз

### Предпоказ на Каннском кинофестивале
Премьера анимационного фильма «Мадагаскар 3» состоялась 18 мая 2012 года на 65-м Каннском кинофестивале. Эксклюзивный предпоказ возглавляли прибывшие на южное побережье Франции актёры озвучивания Бен Стиллер, Крис Рок, Джада Пинкетт-Смит, Джессика Честейн, а также режиссёры мультфильма Эрик Дарнелл, Том МакГрат, Конрад Вернон и исполнительный директор Dreamworks Animation Джеффри Катценберг. После показа была проведена пресс-конференция, на которой журналистам выпала возможность задать вопросы, касаемо будущего франшизы «Мадагаскар» и компании Dreamworks Animation, а также мнения звёзд о проделанной работе и их планов на следующие проекты.

### Премьера и предпоказы в России
Премьера анимационного фильма «Мадагаскар 3» в России состоялась 2 июня в торгово-развлекательном комплексе «Афимолл Сити» в Москве. С детьми на премьеру пришли многие известные гости, в том числе Оскар Кучера, один из актёров дублирования анимационного фильма. Перед показом организаторами было проведено небольшое шоу для детей и их родителей с участием жонглёров, клоунов и других артистов цирка, а также с персонажами самого мультфильма.
5 июня 2012 года в московском кинотеатре «Киномир» прошёл предпремьерный показ мультфильма, организованный GP Batteries для партнёров и друзей компании. За два дня до официального показа увидеть «Мадагаскар 3» смогли ключевые партнёры компании с семьями, друзья и несколько активных блогеров ЖЖ, которые выиграли билеты по проводимой акции GP Batteries и Живого Журнала.
«Chevrolet Россия» в рамках поддержки выхода в российский прокат мультфильма «Мадагаскар 3» провела акцию «Хочешь на Мадагаскар? Шевроле подкинет!». Владельцы автомобилей марки Chevrolet, принявшие участие в акции, смогли выиграть билеты на предпремьерный показ мультфильма в Москве 6 июня. Ранее компания проводила подобные акции для фильмов «Трансформеры 3: Тёмная сторона Луны» и «Принц Персии: Пески времени».
6 июня в сети кинотеатров «Синема Парк» в Москве также состоялся предпремьерный показ для семейной аудитории. Перед показом зрители смогли насладиться выступлениями приглашённых артистов из цирка и сфотографироваться с персонажами мультфильма.

### Широкий прокат
На родине мультфильма — в США — мультфильм вышел 8 июня 2012, а в России днём ранее — 7 июня 2012. В широкий прокат лента вышла 7 июня 2012 года.
Специально созданный отделом маркетинга студии DreamWorks график премьер вместо мощного глобального старта сделал ставку на поиск наиболее подходящей даты для каждой отдельной территории международного проката, поэтому старты проката мультфильма в разных странах «разбросаны» на протяжении пяти месяцев, начиная с первой половины июня по вторую половину октября. Последней страной, которая увидела «Мадагаскар 3» на широких экранах, стала Великобритания, премьера в которой была назначена на 19 октября. Во многом на принятие данного решения оказало влияние проведение Летних Олимпийских игр 2012 в Лондоне.
- Франция — 18 мая 2012 — эксклюзивный предпоказ на Каннском кинофестивале
- Россия — 7 июня 2012
- Казахстан — 7 июня 2012
- США — 8 июня 2012
- Украина — 14 июня 2012

### Мировые премьеры
| Страна           | Название                                   | Дата выхода           | Примечания                                       |
| ---------------- | ------------------------------------------ | --------------------- | ------------------------------------------------ |
| Франция          | Madagascar 3: Europe’s Most Wanted         | 18 мая 2012 года      | Эксклюзивный предпоказ на Каннском кинофестивале |
| Бельгия          |                                            | 6 июня 2012 года      |                                                  |
| Франция          | Madagascar 3: Bons baisers d’Europe        | 6 июня 2012 года      |                                                  |
| Филиппины        |                                            | 6 июня 2012 года      |                                                  |
| Республика Корея | Madagaseuka 3: Ibeonen Seokeoseuda!        | 6 июня 2012 года      |                                                  |
| Аргентина        |                                            | 7 июня 2012 года      |                                                  |
| Боливия          |                                            | 7 июня 2012 года      |                                                  |
| Бразилия         | Madagascar 3: Os Procurados                | 7 июня 2012 года      |                                                  |
| Чили             |                                            | 7 июня 2012 года      |                                                  |
| Казахстан        | Мадагаскар 3                               | 7 июня 2012 года      |                                                  |
| Малайзия         |                                            | 7 июня 2012 года      |                                                  |
| Перу             |                                            | 7 июня 2012 года      |                                                  |
| Россия           | Мадагаскар 3: Особо Разыскиваемые В Европе | 7 июня 2012 года      |                                                  |
| Сингапур         |                                            | 7 июня 2012 года      |                                                  |
| Таиланд          | มาดากัสการ์ 3 ข้ามป่าไปซ่าส์ยุโรป                 | 7 июня 2012 года      |                                                  |
| Болгария         | Мадагаскар 3                               | 8 июня 2012 года      |                                                  |
| Канада           | Madagascar 3: Europe’s Most Wanted         | 8 июня 2012 года      |                                                  |
| Колумбия         | Madagascar 3 Los Fugitivos                 | 8 июня 2012 года      |                                                  |
| Индия            |                                            | 8 июня 2012 года      |                                                  |
| Индонезия        |                                            | 8 июня 2012 года      |                                                  |
| Мексика          |                                            | 8 июня 2012 года      |                                                  |
| Турция           | Madagaskar 3: Avrupa’nin En Çok Arananlari | 8 июня 2012 года      |                                                  |
| США              | Madagascar 3: Europe’s Most Wanted         | 8 июня 2012 года      |                                                  |
| Вьетнам          | Madagascar 3: Thần tượng châu Âu           | 8 июня 2012 года      |                                                  |
| Армения          | Մադագասկար 3                               | 9 июня 2012 года      |                                                  |
| Египет           |                                            | 13 июня 2012 года     |                                                  |
| Чехия            | Madagaskar 3                               | 14 июня 2012 года     |                                                  |
| Грузия           |                                            | 14 июня 2012 года     |                                                  |
| Сербия           | Madagaskar 3 — Najtraženiji u Evropi       | 14 июня 2012 года     |                                                  |
| Украина          | Мадагаскар 3                               | 14 июня 2012 года     |                                                  |
| Эстония          | Madagaskara 3                              | 15 июня 2012 года     |                                                  |
| ЮАР              | Madagascar 3: Europe’s Most Wanted         | 15 июня 2012 года     |                                                  |
| Израиль          | Madagascar 3: mekarkesim et Europa         | 21 июня 2012 года     |                                                  |
| Китай            | 馬達加斯加3：歐洲大圍捕                    | 22 июля 2012 года     |                                                  |
| Испания          | Madagascar 3: De marcha por Europa         | 26 июля 2012 года     |                                                  |
| Япония           | マダガスカル3                              | 1 августа 2012 года   |                                                  |
| Финляндия        | Madagascar 3                               | 3 августа 2012 года   |                                                  |
| Норвегия         | Madagaskar 3: Full rulle i Europa          | 3 августа 2012 года   |                                                  |
| Италия           | Madagascar 3 — Ricercati in Europa         | 22 августа 2012 года  |                                                  |
| Греция           | Madagaskari 3: Oi fygades tis Evropis      | 30 августа 2012 года  |                                                  |
| Австралия        | Madagascar 3: Europe’s Most Wanted         | 13 сентября 2012 года |                                                  |
| Германия         | Madagascar 3: Flucht durch Europa          | 2 октября 2012 года   |                                                  |
| Великобритания   | Madagascar 3: Europe’s Most Wanted         | 19 октября 2012 года  |                                                  |

## Создание мультфильма
Продюсеры
Мирей Сория
Марк Свифт
Режиссёры
Эрик Дарнелл
Том МакГрат
Конрад Вернон
Исполнительный
продюсер
Холли Эдвардс
Сценаристы
Эрик Дарнелл
Ной Баумбах
Художники
Шеннон Джеффрис
Монтаж
Ник Флетчер
Кастинг
Лесли Фельдман
Кристи Сопер
После успешного проката анимационного фильма «Мадагаскар» в 2005 году и его сиквела «Мадагаскар 2: Побег в Африку» в 2008 году, глава киностудии DreamWorks Animation Джеффри Катценберг подтвердил, что в будущем планируется выход третьего фильма франшизы. Этому способствовали высокие кассовые сборы предыдущих фильмов, а также настойчивое желание режиссёров Эрика Дарнелла и Тома МакГрата закончить историю своих так уже полюбившихся персонажей, вернув их в свой родной дом, Зоопарк Центрального парка в Нью-Йорке. Эрик Дарнелл позже пояснил свою позицию: «В первом и втором фильмах мы действительно не закончили повествование. К счастью, нам выпал шанс рассказать всю историю в третьем фильме». В интервью с порталом «Кинопоиск» Том МакГрат отметил, что важной целью этого мультфильма было закончить все сюжетные линии франшизы, работа над которой была начата 12 лет назад: «Одна возможность завершить этот мультфильм — это благословение. В киноиндустрии, где проекты так часто замораживают, это большая удача».
На пресс-конференции Ассоциации телевизионных критиков, проходящей в январе 2009 года, Катценбергу задали вопросы, касаемо третьего фильма. Он подтвердил, что на данный момент «Мадагаскар 3» находится в процессе работы и объявил, что премьера фильма назначена на лето 2012 года.
- 12 августа 2010 — глава компании Джеффри Катценберг заявил о том, что уже утверждено 60 страниц сценария нового мультфильма. Над сюжетом работает сценарист Ной Баумбах[25].
- 9 декабря 2011 — первый тизер мультфильма
- 13 декабря 2011 — тизер на русском в переводе Гланца
- 14 декабря 2011 — дублированный тизер
- 21 марта 2012 — первый трейлер мультфильма

### Русское озвучивание
Дублирование анимационного фильма «Мадагаскар 3» осуществлялось на студии «Пифагор» под руководством режиссёра дубляжа Ярославы Турылёвой. Переводчиком и автором синхронного текста, как и для предыдущего фильма, выступил Павел Силенчук. В отличие от оригинального озвучивания, дубляж осуществлялся уже по готовому мультфильму. Однако, если в оригинальной версии актёры озвучивания друг с другом практически не встречались, то в российской версии дубляж главных персонажей происходил совместно. Дублирование происходило за полтора месяца до премьеры мультфильма в большом прокате — в середине апреля.
Для озвучивания четырёх главных персонажей во франшизу «Мадагаскар» вернулись российские звёзды дубляжа Константин Хабенский (лев Алекс), Оскар Кучера (зебра Марти), Александр Цекало (жираф Мелман) и Маша Малиновская (гиппопотам Глория), которые подарили свои голоса главным героям в первой и второй частях мультфильма. Константин Хабенский признался, что ещё до того, как его позвали дублировать третью часть мультфильма, он был заинтересован в том, чтобы продолжить озвучивать своего уже полюбившегося персонажа: «Мой Алекс — весёлый, обаятельный и немного наивный. Обожаю его!». Оскар Кучера на предпремьере в Москве в «Афимол Сити» так сказал о своём персонаже, зебре Марти: «Когда я озвучиваю этого героя, то у меня всегда возникает две сложности. Во-первых, говорить надо очень быстро и очень смешно, а во-вторых, смеяться при этом нельзя, а надо быть серьёзным. Ну а как не смеяться, если Марти издаёт действительно смешные звуки». Александр Цекало в своём интервью вспоминал, как ему предложили озвучивать своего персонажа: «Мне позвонили и сказали, что я среди тех, кому предложено попробоваться на роль жирафа мультфильма 'Мадагаскар'. Про что мультфильм, расскажут на пробах. В этом смысле у меня совершенно не было амбиций, потому что было интересно попробовать, ведь всё это — счастливые моменты». По словам самих звёзд дубляжа, процесс озвучивания принёс им массу удовольствия. Во время процесса озвучивания в студии дубляжа царила весьма неформальная обстановка: звёзды шутили, смеялись, всё время пытались передать своим персонажам заряд позитива. Кроме того, многие реплики персонажей с опорой на готовый синхронный текст вставлялись сразу же по ходу сценария, чтобы сделать речь персонажей ещё живее. Их авторами по большей части стали Александр Цекало и Маша Малиновская.
5 июня 2012 года одного из актёров русского дубляжа Оскара Кучеру (зебра Марти) пригласили на телепередачу «Вечерний Ургант», где с ним было проведено небольшое интервью в неофициальной обстановке.
Дублирование основных второстепенных персонажей было поручено профессиональным звёздам дубляжа Наталии Грачёвой (ягуар Джиа), Михаилу Георгиу (тигр Виталий), Даниилу Щебланову (морской лев Стефано) и Алёне Ивченко (капитан Шантель Дюбуа). Особенность дублирования этих персонажей заключалась в том, чтобы сохранить и передать их оригинальные акценты. Несмотря на то, что режиссёр дубляжа Ярослава Турылёва относится к идее передачи акцентов при дублировании скептически, итальянский акцент морского льва Стефано и французский акцент капитана Шантель Дюбуа были переданы во всей своей красе. В то же время итальянский акцент ягуара Джиа, по сравнению с оригиналом, практически исчез. Сложнее всего в этом смысле было дублирование персонажа тигра Виталия, который в оригинальной версии говорит на сильном русском акценте, а иногда и употребляет чисто русские слова. Михаил Георгиу был вынужден продублировать своего персонажа на русский язык, сохранив тембральный окрас его голоса, но потеряв при этом большое количество отличительных фраз, каламбуров и шуток, связанных с русским происхождением тигра Виталия.

### Создание 3D
Согласно выбранному курсу студии DreamWorks Animation в 2010 году, все анимационные фильмы выходят в прокат также и в формате 3D. «Мадагаскар 3» стал первым фильмом франшизы, который испробовал на себе все особенности трёхмерного формата: предыдущие два фильма зрители могли видеть только в формате 2D. Технологии производства анимации и спецэффектов ушли далеко вперёд по сравнению со второй частью франшизы, не говоря уже о первой, поэтому создатели мультфильма в этом отношении хотели превзойти себя, поставив планку будущего мультфильма почти на недосягаемую высоту, использовав при этом открывающиеся перед ними возможности 3D-формата. По словам режиссёров фильма, аниматоры уже работали в ключе 3D формата, пытались создавать глубину картинки в предыдущих фильмах, поэтому целью использования 3D в третьем фильме было не «метать в зрителей предметы», а усилить глубину повествования: «Мы поняли, что стилистически уже снимали в 3D. Нам даже не пришлось особенно ничего менять. А то, что животные попали в цирк, открыло перед нами удивительные возможности, нам пришлось передвигаться не только по земле, мы поднимались в воздух, кувыркались, катались и летали и все это в 3D!». В некоторых случаях 3D-эффект помогал приблизить зрителей к персонажам, тем самым увеличивая камерность сцены.
В мультфильме есть несколько сцен, в которых особо чувствуется присутствие зрителя, среди которых погоня в Монте-Карло, воспоминания Стефано о былом цирке и битва с Дюбуа в конце фильма, однако особой гордостью создателей пользуется сцена выступления цирка в Лондоне. По словам режиссёра Тома МакГрата, эта сцена представления была самой сложной и трудоёмкой в мультфильме. Для её создания было проведено всеобщее собрание, на котором одновременно присутствовали художники-постановщики, раскадровщики, аниматоры и операторы. Каждому из них была предоставлена возможность предложить свои идеи, нередко «безумные» и «невероятные», самые лучшие из которых отправлялись в общую копилку и в итоге вместе «перемешивались». По словам режиссёров, именно такая коллективная работа и позволила создать столь необыкновенное и потрясающее представление звериного цирка в Лондоне. С технической стороны для создания этой сцены пришлось создать самую большую толпу зрителей за всю историю DreamWorks Animation — более 5000 непохожих друг на друга персонажей-людей в качестве массовки. Кроме того, в этой сцене используются особые эффекты, такие как задымление и искры, неоновое сияние и столбы света, огонь и вода, для визуализации которых потребовалось 1,6 миллиона часов. Использование здесь 3D-формата позволило буквально стереть границы между зрителем и фильмом.
Зрители, которые имели возможность посетить сеанс в формате RealD, получили в подарок специальные тематические пассивные стереоочки, произведённые компанией Look3D (которая также создала тематические очки для просмотра фильмов «Ледникового периода 4» и «Тачки 2»). Очки были выполнены в двух цветовых палитрах — в голубом и розовых цветах — со специальными вставными панелями, на которых изображены герои мультфильма — лев Алекс, зебра Марти, жираф Мелман и гиппопотам Глория.

## Критика
Анимационный фильм «Мадагаскар 3» в целом был встречен критиками положительно.
На обобщающем критические отзывы ресурсе Rotten Tomatoes из 128 рецензий 79 % положительные, что присваивает мультфильму статус «Подтверждённо свежий». На кинопортале IMDb рейтинг фильма 7,0 на основании 48,2 тыс. голосов, а на КиноПоиске — 7,6 (48 тыс.голосов). На Metacritic мультфильм набрал 60 баллов из 100.

### Награды
| Основные награды и номинации  |                                            |                                                                      |           |
| Премия                        | Категория                                  | Получатель награды                                                   | Итог      |
| Teen Choice Awards            | Любимый голос из анимационного фильма      | Крис Рок                                                             | Номинация |
| Teen Choice Awards            | Лучший фильм лета (Комедия или Мюзикл)     | Мадагаскар 3                                                         | Номинация |
| Kids' Choice Awards Argentina | Лучший анимационный фильм                  | Мадагаскар 3                                                         | Победа    |
| Премия Энни                   | Анимационные эффекты в анимационном фильме | Джихун Юн                                                            | Номинация |
| Премия Энни                   | Дизайн персонажа в анимационном фильме     | Крейг Келман                                                         | Номинация |
| Премия Энни                   | Дизайн художественного произведения        | Кендал Кронкай-Шайндлин, Шенон Джеффрис, Линдси Оливарес, Кенард Пак | Номинация |
| Премия Энни                   | Раскадровка анимационного фильма           | Роб Ку                                                               | Номинация |
| Satellite Awards              | Художественный или анимационный фильм      | Мадагаскар 3                                                         | Номинация |
| Satellite Awards              | Лучшая оригинальная песня                  | «Love Always Comes as a Surprise» — Питер Эшер и Дэйв Стюарт         | Номинация |
| Critics' Choice Movie Awards  | Лучший анимационный фильм                  | Мадагаскар 3                                                         | Номинация |
| Kids' Choice Awards           | Лучший анимационный фильм                  | Мадагаскар 3                                                         | Номинация |
| Kids' Choice Awards           | Любимый голос из анимационного фильма      | Бен Стиллер                                                          | Номинация |
| Kids' Choice Awards           | Любимый голос из анимационного фильма      | Крис Рок                                                             | Номинация |
| Жорж 2013                     | Анимационный фильм года                    | Мадагаскар 3                                                         | Победа    |

## Финансовая сторона

### Кассовые сборы
Мультфильм «Мадагаскар 3» собрал в мировом прокате 746 921 274 $: в американском прокате 216 391 482 $ и 530 529 792 $ в других странах.
В Северной Америке фильм собрал 20,5 млн $ в премьерный день показа, что намного больше сборов первого фильма (13,9 млн $) и второго фильма (17,6 млн $). В первый уикенд показа он оказался на первом месте, обогнав фантастику «Прометей» с 60,3 млн $, что больше, чем сборы первой части мультфильма (47,2 млн $), но меньше, чем второй (63,1 млн $). В Северной Америке на первом месте мультфильм удержался в течение двух уикендов.
Вне Северной Америки в премьерный день показа «Мадагаскар 3» лидировал с 77,3 млн $ в 28 странах. Мультфильм находился на первом месте по сборам в течение трёх недель. Самые прибыльные релизы мультфильма вне США закрепились за Россией, включая страны СНГ (15,7 млн $), Китаем (10,4 млн $) и Бразилией (10,1 млн $ за 5 дней).
В России мультфильм установил новый абсолютный рекорд, собрав в премьерный день показа 3,7 млн $ (позже превзойдённый анимационным фильмом Ледниковый период 4: Континентальный дрейф), таким образом, ставший самым прибыльным мультфильмом и третьим фильмом за всю историю, собрав более 48 млн $.

## Музыкальное сопровождение

### Официальный саундтрек
- «Any Way You Want It»
 (Радио автомобиля во время погони
 по Монте-Карло)
- «Watermark» 
 (Джулиан влюбляется в Соню)
- «Born Free»
 (Основная тема «Мадагаскара»)
- «Sexy and I Know It»
 (Официальный трейлер мультфильма)

Саундтрек к мультфильму «Мадагаскар 3» был создан композитором Хансом Циммером и выпущен 5 июня 2012. В мультфильме используется пять оригинальных композиций, отражающих его содержание: «New York City Surprise», имеющая грустный лейтмотив; «Game On» — тема в стиле испанского танго, отражающая опасность нового антагониста франшизы; «Light The Hoop On Fire!» в исполнении русского хора, используемая для подчёркивания национальности и судьбы тигра Виталия; «Fur Power» — жизнеутверждающая тема обновления цирка, имеющая мотив английской патриотической песни «Land of Hope and Glory» и «Rescue Stefano» — стремительная музыкальная композиция, во время которой происходит развязка мультфильма. Сам Ханс Циммер в своём интервью отметил, что музыкальные композиции в мультфильме тесно связаны с персонажами и развитием их характеров на протяжении всего фильма, а также с попыткой всех животных «перезапустить» старый цирк и сделать поистине необычайное представление. Композитор особо отметил работу над созданием музыкальных тем для трёх главных цирковых животных, представляющих отдельные страны. Так, создание драматической композиции «Light The Hoop On Fire!» было довольно простым. По словам Ханса, «сам по себе русский тигр Виталий — довольно душевный персонаж, за ним стоит могучая Россия и Красная армия. Кроме того, он испытал сложную судьбу». Тему морского льва Стефано композитор охарактеризовал как «итальянскую мелодраму». Основная тема ягуара Джиа — романтическая, связанная прежде всего с любовным интересом в сторону льва Алекса. Ханс Циммер похвалил и поблагодарил Питера Эшера и Дэйва Стюарта за создание «чарующей и восхитительной» композиции «Love Always Comes As A Surprise», характеризующая отношения этих двух персонажей, которая стала основой романтического действия всего фильма. В то же время Ханс попытался отразить «Старый свет» в своих композициях, ведь впервые за всю трилогию главные персонажи находятся не в джунглях или саванне, а путешествуют по живописным местам и старейшим городам Европы.
Помимо оригинальных композиций, «Мадагаскар 3» также изобилует хитами музыкальной индустрии, такими как «Cool Jerk» и «Gonna Make You Sweat (Everybody Dance Now)», «Wannabe», «Hot In Herre» и «We No Speak Americano» записанными Дэнни Джэкобсом (актёром, озвучивавшим короля Джулиана в мультсериале Пингвины из Мадагаскара).
Кэти Перри специально записала свою композицию «Firework», которая использовалась в одном из кульминационных моментов необычайно красивого выступления обновлённого цирка в Лондоне.
В одной из сцен мультфильма Шантель Дюбуа исполняет легендарную композицию «Non, je ne regrette rien» в течение минуты. Это французская песня, получившая известность после того, как в 1960 году её записала Эдит Пиаф. Актриса, озвучавшая Шантель — Фрэнсис Макдорманд — нервничала и была обеспокоена тем фактом, что ей пришлось бы перепеть легендарную певицу. Однако при первой записи режиссёрам так понравилось исполнение Фрэнсис, что было решено включить в мультфильм первый дубль.
Композиция «I Like to Move It», уже ставшая традиционной для франшизы «Мадагаскар», предстаёт в конце мультфильма, обработанная в новой аранжировке вместе с цирковой темой «Afro Circus».
| № трека | Название                                     | Исполнитель              | Время | Момент фильма                                             |
| ------- | -------------------------------------------- | ------------------------ | ----- | --------------------------------------------------------- |
| 1       | «New York City Surprise»                     | Ханс Циммер              | 3:05  | Подарок Алексу — уменьшенная копия Нью-Йорка              |
| 2       | «Gonna Make You Sweat (Everybody Dance Now)» | Дэнни Джэкобс            | 2:15  | Проникновение в казино в Монте-Карло                      |
| 3       | «Wannabe»                                    | Дэнни Джэкобс            | 2:37  | Лемуры в комнате охраны                                   |
| 4       | «Game On»                                    | Ханс Циммер              | 3:12  | Прибытие Шантель Дюбуа в отель «Де Пари»                  |
| 5       | «Hot In Herre»                               | Дэнни Джэкобс            | 2:27  | Джулиан после падения самолёта                            |
| 6       | «We No Speak Americano»                      | Дэнни Джэкобс            | 4:29  | Пингвины в машинном отделении поезда                      |
| 7       | «Light The Hoop On Fire!»                    | Ханс Циммер              | 3:10  | Выступление Виталия с кольцами                            |
| 8       | «Fur Power!»                                 | Ханс Циммер              | 2:18  | Речь Алекса о необходимости преобразовать цирк            |
| 9       | «Non Je Ne Regrette Rien»                    | Фрэнсис Макдорманд       | 1:13  | Шантель Дюбуа в больнице «воодушевляет» своих коллег      |
| 10      | «Love Always Comes As A Surprise»            | Питер Эшер               | 3:21  | Алекс и Джия репетируют номер «Трапеция американо»        |
| 11      | «Rescue Stefano»                             | Ханс Циммер              | 5:51  | Финальная битва цирковых животных и офицера Шантель Дюбуа |
| 12      | «Firework»                                   | Кэти Перри               | 3:46  | Захватывающее неоновое представление в Лондоне            |
| 13      | «Afro Circus/I Like to Move It»              | Крис Рок и Дэнни Джэкобс | 2:41  | Цирк отправляются в мировое турне; титры                  |

Примечания:
- Для некоторых вариаций мультфильма композиция «We No Speak Americano» не использовалась и была заменена на «Cool Jerk».

### Неофициальный саундтрек
Помимо официального саундтрека, также существует список всех композиций, прозвучавших в мультфильме. Большинство композиций в этом списке являются инструментальными и специально записанными для анимационного фильма. Некоторые композиции имеют мотив или используют в качестве источника знаменитые классические и современные произведения. Этот саундтрек не был официально выпущен в свет, однако доступен для ознакомления на официальном сайте Ханса Циммера.
| № трека | Название                                    | Время | Момент фильма                                                 | Источник                                                                    |
| ------- | ------------------------------------------- | ----- | ------------------------------------------------------------- | --------------------------------------------------------------------------- |
| 1       | Opening                                     | 1:22  | Появление логотипа студии                                     | Композиция «Party! Party! Party!» из второго фильма серии                   |
| 2       | Bad Dream — New York City                   | 2:48  | Алексу снится кошмар                                          |                                                                             |
| 3       | I Wish We Could Go Home                     | 0:30  | Четвёрка принимает решение возвратиться домой                 |                                                                             |
| 4       | Chimp Hotel Source                          | 0:22  | Шимпанзе и пингвины развлекаются в отеле номера               |                                                                             |
| 5       | Main Title — Clandestine Monte Carlo        | 1:03  | Четвёрка выныривает перед отелем                              |                                                                             |
| 6       | Everybody Dance                             | 1:09  | Появляется Джулиан                                            | «Gonna Make You Sweat (Everybody Dance Now)» C&C Music Factory              |
| 7       | I’m Gonna Lead                              | 1:53  | Алекс и Марти спорят о том, кто руководит операцией           |                                                                             |
| 8       | Casino Escape                               | 1:02  | Побег из казино                                               |                                                                             |
| 9       | If You Ever Want To Be My Lover             | 0:08  | Джулиан дурачится с выключателем                              | Мотив «Wannabe» Spice Girls                                                 |
| 10      | Meet Dubois — Escape Continues              | 1:07  | Шантель Дюбуа в своём офисе                                   |                                                                             |
| 11      | Luxury Assault Urban Recreational Vehicle   | 0:41  | Инкассаторская машина                                         |                                                                             |
| 12      | Dubois On The Scene                         | 0:55  | Появление Дюбуа                                               | «Game on»                                                                   |
| 13      | Monte Carlo Chase (Part 1)                  | 1:17  | Гонки по Монте-Карло, часть 1                                 |                                                                             |
| 14      | Monte Carlo Chase (Part 2)                  | 0:52  | Гонки по Монте-Карло, часть 2                                 | Элементы «Game on»                                                          |
| 15      | Julien Is Saved                             | 0:21  | Выясняется, что Джулиан жив после падения грузовика           |                                                                             |
| 16      | Monte Carlo Chase (Part 3)                  | 2:33  | Гонки по Монте-Карло, часть 3                                 | Элементы «Game on»                                                          |
| 17      | We Gotta Get Home                           | 0:43  | Четвёрка понимают, что они не смогут попасть домой            |                                                                             |
| 18      | The Fuzz — Meet The Circus — Escape         | 2:13  | Животные убегают от полиции и сталкиваются с цирковым поездом |                                                                             |
| 19      | Knife Sting — We’re Going To America        | 0:48  | У ньюйоркцев появляется шанс возвращения домой                |                                                                             |
| 20      | Vitaly                                      | 0:40  | Тема тигра Виталия                                            | Мотив «Light the hoop on fire!»                                             |
| 21      | Meet Sonja The Bear                         | 0:52  | Хоррор-тема медведицы Сони                                    |                                                                             |
| 22      | Dubois Tracks The Zoosters                  | 1:12  | Дюбуа по следам за Четвёркой                                  |                                                                             |
| 23      | Rome                                        | 0:43  | Прибытие цирка в Рим; Колизей                                 | «La Donna È Mobile» Джузеппе Верди                                          |
| 24      | Backstage Rome                              | 1:08  | За кулисами цирка в Риме                                      |                                                                             |
| 25      | Con Te Partiro                              | 1:23  | Джулиан и Соня в Ватикане                                     | «Con te partirò (Time to say Goodbye)» Франческо Сартори и Лучио Кварантото |
| 26      | Gia                                         | 1:29  | Тема ягуара Джии                                              | Лейтмотив «Love Always Comes As A Surprise» Питера Эшера                    |
| 27      | Dubois — Where There Is Smoke There Is Lion | 1:08  | Шантель отправляется в Рим                                    |                                                                             |
| 28      | Saber Dance                                 | 1:30  | Провальное выступление цирка в Риме                           | «Танец с Саблями» Арама Хачатуряна                                          |
| 29      | Saber Dance Reprise                         | 0:50  | Цирк улепётывает от разъярённых зрителей                      | «Танец с Саблями» Арама Хачатуряна                                          |
| 30      | Italian Police — Dubois Escapes             | 1:36  | Дюбуа ускользает от итальянской полиции                       |                                                                             |
| 31      | Where Did Alex Go?                          | 0:49  | Алекс едва не падает с поезда                                 |                                                                             |
| 32      | Circus Zaragoza — Vitaly’s Story            | 3:13  | Былая слава Виталия                                           |                                                                             |
| 33      | Phase 4-7B                                  | 0:24  | Алекс приходит к выводу, что пора обновлять цирк              | «Fur Power»; мотив «Land of Hope and Glory» Эдуарда Элгара.                 |
| 34      | Circus Is Here — Pomp & Circumstance        | 3:00  | Речь Алекса о необходимости преобразовать цирк                | «Fur Power»; мотив «Land of Hope and Glory» Эдуарда Элгара.                 |
| 35      | Non Je Ne Regrette Rien Backing Track       | 1:14  | Шантель Дюбуа в больнице «воодушевляет» своих коллег          | «Non, je ne regrette rien» Шарля Дюмона                                     |
| 36      | Cannonball                                  | 2:33  | Стефано и Марти запускают из пушки                            |                                                                             |
| 37      | Training Montage — Alex — Gia               | 0:39  | Джия просит Алекса научить её номеру                          | Лейтмотив «Love Always Comes As A Surprise»                                 |
| 38      | Training Montage Mid                        | 0:55  | Тренировка Мелмана и Глории                                   |                                                                             |
| 39      | Training Montage End                        | 1:11  | Все завершают свои тренировки                                 |                                                                             |
| 40      | Love Ballad                                 | 3:22  | Алекс и Джия репетируют номер «Трапеция американо»            | «Love Always Comes As A Surprise» Питера Эшера                              |
| 41      | Circus Train                                | 1:52  | Поезд отправляется; Виталий понимает, что не сможет выступать |                                                                             |
| 42      | London                                      | 1:10  | Прибытие в Лондон                                             |                                                                             |
| 43      | Alex Encourages Vitaly                      | 2:12  | Алекс воодушевляет Виталия перед выступлением                 |                                                                             |
| 44      | Fireworks Sweetener                         | 0:21  | Завершение выступления                                        |                                                                             |
| 45      | London Celebration — Dubois On The Hung     | 2:58  | Дюбуа вмешивается; секрет Четвёрки раскрыт                    |                                                                             |
| 46      | Julien & Sonja Break Up                     | 1:09  | Джулиан и Соня расстаются                                     |                                                                             |
| 47      | Back To NY                                  | 4:43  | Прибытие в Нью-Йорк                                           |                                                                             |
| 48      | Back In The Zoo                             | 0:33  | Четвёрка, наконец, в родном зоопарке                          |                                                                             |
| 49      | Dubois & The Venom                          | 2:57  | Шантель Дюбуа и ядовитый дротик                               |                                                                             |
| 50      | Circus To The Rescue                        | 0:30  | Цирковые животные приходят на помощь Четвёрке                 | Элементы «Entry of the gladiators» и «I Like To Move It»                    |
| 51      | Rescue Stefano                              | 2:20  | Финальная битва цирковых животных и капитана Шантель Дюбуа    | Rescue Stefano                                                              |
| 52      | AfroCircus — Move It                        | 2:43  | Цирк отправляются в мировое турне; титры                      | «Entry of the gladiators» Юлиуса Фучика и «I Like To Move It» Reel 2 Real   |
| 52      | Chimp Hotel Source (Alternate)              | 0:28  | Альтернативная версия трека № 4                               |                                                                             |
| 54      | Dubois Tracks Zoosters (Alternate)          | 1:13  | Альтернативная версия трека № 22                              |                                                                             |
| 55      | Saber Dance (Alternate)                     | 1:30  | Альтернативная версия трека № 28                              | «Танец с Саблями» Арама Хачатуряна                                          |
| 56      | Dubois & The Venom (Alternate)              | 3:00  | Альтернативная версия трека № 49                              |                                                                             |

## Видеоигры
Видеоигра под названием «Madagascar 3: The Video Game», основанная на сюжете мультфильма «Мадагаскар 3», вышла 5 июня 2012 года. Она позволит побывать на месте Алекса, Марти, Мелмана и Глории, помочь им сбежать от Капитана Шантель Дюбуа и вернуться в Нью-Йорк. Игра вышла на платформах Wii, Nintendo 3DS, Nintendo DS, Xbox 360 и PlayStation 3. Версии для Wii, Xbox 360 и PlayStation 3 были созданы Monkey Bar Games, а 3DS и DS — Torus Games.
Мобильная версия игры под называнием «Madagascar: Join the Circus!» (рус. Мадагаскар: Присоединяйся к цирку!) была выпущена 4 июня 2012 года для IPhone, IPad и Android. Геймплей позволяет игроку организовать свой собственный цирк в Риме, строить ярмарочные лавки, приносящие призовые билеты, с помощью которых можно расширять территорию цирка и покупать новые сооружения. В более поздних обновлениях появилась возможность путешествовать в различные города мира и там открывать новые цирки. Так, игроку предоставляется возможность побывать ещё и в Лондоне, Москве, Париже и, наконец, вернуться в Нью-Йорк. Помимо строительства различных сооружений игрок может сыграть в различные мини-игры, как, например, запускать Марти из пушки под куполом цирка для собирания бонусов
.

## Комиксы
Книга комиксов под названием «Madagascar Digest Prequel: Long Live the King!», основанная на сюжете мультфильма, издана 12 июня 2012 года издателем Ape Entertainment.

## Выход на DVD и Blu-ray
В США выход мультфильма «Мадагаскар 3» на DVD и Blu-ray состоялся 16 октября 2012. Среди дополнительных материалов на Blu-ray удалённые сцены, комментарии трёх режиссёров мультфильма, интервью с мультипликаторами и композиторами, процесс озвучивания и моделирования мультфильма и многое другое. Дистрибьютор — «Paramount Home Entertainment». «Мадагаскар 3» — первый в истории компании Dreamworks мультфильм, использующий технику UltraViolet. В некоторых изданиях вместе с диском прилагался радужный парик Марти.
В России «Мадагаскар 3» на DVD и Blu-ray дисках выпустила компания «Новый Диск» 16 октября 2012 года. Различия с российской и североамериканской версиями незначительна: изменения коснулись лишь включением в сборник аудиодорожек и субтитров, выполненных для России и стран СНГ. Дополнительные материалы переведены субтитрами на русский и все остальные языки, которые представлены в дубляже.
| Подробности DVD диска, Российская версия | Подробности DVD диска, Российская версия                 | Подробности DVD диска, Российская версия                                                                        | Подробности DVD диска, Российская версия |
| ---------------------------------------- | -------------------------------------------------------- | --- | ---------------------------------------- |
| Формат                                   | DVD (PAL)                                                | | Дополнительные материалы                 |
| Региональный код                         | 5                                                        | Комментарии создателей (отдельная аудиодорожка)                                                                 |                                          |
| Количество слоёв                         | DVD-9 (2 слоя)                                           | Удалённые сцены: «Лев знакомится с ядом», «Следующее представление: Нью-Йорк», «Мелман выбирает цирковой номер» |                                          |
| Звуковая дорожка                         | Английский/русский/украинский/турецкий Dolby Digital 5.1 | «Первоклассный актёрский состав»                                                                                |                                          |
| Формат изображения                       | WideScreen 16:9 (1.78:1)                                 | Музыкальная мешанина                                                                                            |                                          |
| Субтитры                                 | Английский/русский/украинский/турецкий                   | |                                          |
| Дистрибьютор                             | «Новый диск»                                             | |                                          |
| Общая продолжительность издания          | 113 минут                                                | |                                          |

| Подробности Blu-ray диска, Российская версия | Подробности Blu-ray диска, Российская версия                            | Подробности Blu-ray диска, Российская версия                                                                    | Подробности Blu-ray диска, Российская версия |
| -------------------------------------------- | ----------------------------------------------------------------------- | --- | -------------------------------------------- |
| Формат                                       | BDMV                                                                    | | Дополнительные материалы                     |
| Региональный код                             | С                                                                       | Комментарии создателей/Уголок мультипликатора/Любопытные факты (отдельные аудиодорожки)                         |                                              |
| Количество слоёв                             | BD-50 (2 слоя)                                                          | «Первоклассный актёрский состав»                                                                                |                                              |
| Звуковая дорожка                             | Английский (Dolby TrueHD 7.1)/русский/украинский (Dolby Digital 5.1)... | «Круглый стол 'Мадагаскар 3'»                                                                                   |                                              |
| Формат изображения                           | 1080p High Definition 16:9                                              | «Мир анимации Dreamworks Animation»/«Инспекотры Манежа»/«Шпрехшталмейстеры»                                     |                                              |
| Субтитры                                     | Английский/русский/украинский...                                        | Удалённые сцены: «Лев знакомится с ядом», «Следующее представление: Нью-Йорк», «Мелман выбирает цирковой номер» |                                              |
| Дистрибьютор                                 | «Новый диск»                                                            | Трейлер видеоигры «Мадагаскар 3»                                                                                |                                              |
| Общая продолжительность издания              | 186 минут                                                               | Игра «Посади их на поезд»                                                                                       |                                              |
| Версии мультфильма                           | 3D и 2D                                                                 | Музыкальная мешанина                                                                                            |                                              |
|                                              |                                                                         | Трейлеры к другим произведениям Dreamworks Animation                                                            |                                              |

## Короткометражный фильм
29 января 2013 года на DVD вышел специальный 22-минутный телевизионный выпуск «Madly Madagascar» (дословно «Безумный Мадагаскар»; вариант телеканала СТС — «Страстный Мадагаскар»), посвящённый Дню Святого Валентина. История, рассказанная в этом мультфильме, произошла с героями между второй и третьей частями (до отплытия в Монте-Карло), как раз накануне праздника любви

.
На российский кинорынок диск официально выпущен не был, однако весной 2013 года телеканал СТС приобрёл права на дубляж и показ короткометражного фильма по телевидению. Вопреки тому, что для дублирования предыдущего короткометражного фильма франшизы («Рождественский Мадагаскар» 2009 года) были приглашены «традиционные» звёзды российского дубляжа полнометражных фильмов (Константин Хабенский, Оскар Кучера и другие), дублирование этого мультфильма было произведено при содействии собственного штата актёров.

## Влияние мультфильма
На сайте Сбербанка России среди готовых вариантов дизайна индивидуальной дебетовой карты появилась галерея, состоящая из 30 кадров мультфильма «Мадагаскар 3», на которых изображены его персонажи и пейзажи. Теперь при оформлении своей индивидуальной карты, пользователь может выбрать любое изображение из представленных и без труда поместить его на свою карту.
В 65 выпуске пародийного киножурнала «Mad» (с англ. — «Псих») один из сегментов серии под названием «Outtagascar» был посвящён мультфильму «Мадагаскар 3». Создатели пародии в сатирической форме осмеяли излишнее засилье разного рода продолжений и сиквелов различных мультфильмов в современном кинематографе, начиная от франшиз «Земля до начала времён» и «Шрек» до серий фильмов «Ледниковый период» и «Тачки». В сегменте также прозвучала пародия на одну из главных музыкальных тем мультфильма «Firework» (с англ. — «Фейерверк») — композиция под названием «Flammable» (с англ. — «Огнеопасный»).

## Возможные продолжения
В Интернете, еще после выхода «Мадагаскара 3» в 2012 году, неоднократно появлялась информация о датах возможного выхода «Мадагаскара 4», однако вся она оказывалась недостоверной, в результате чего мультфильм не выходил в указанные даты.
В декабре 2010 года исполнительный директор Dreamworks Animation Джеффри Катценберг заявил, что, вероятнее всего, во франшизе будет четвёртый фильм. Однако в июне 2012 года глава Dreamworks Animation по маркетингу Анни Глоуб сказала: «Ещё слишком рано говорить об этом. Пока ещё очень мало обсуждений на этот счёт». Сам Эрик Дарнелл, один из режиссёров мультфильма, так сказал о возможном продолжении: «Должно быть два условия. Первое — мир действительно должен захотеть выхода четвёртой части «Мадагаскара», потому что, если никто не желает его видеть, смысла выпускать продолжение просто нет. И второе — даже если зрители захотят продолжение, то мы должны быть уверены, что у нас есть потрясающая, неожиданная, великолепная идея. Если зрители захотят продолжение и у нас будет замечательная идея, мы посмотрим — может быть».
Изначально планировалось выпустить четвёртую часть 18 мая 2018 года. Но в январе 2015 года мультфильм убрали из плана, так как у студии начались финансовые проблемы — одни только «Пингвины Мадагаскара» принесли убыток в $ 55 млн. А еще были провальные «Турбо», «Хранители снов», «Приключения мистера Пибоди и Шермана». В итоге у компании началась реструктуризация, в результате которой DreamWorks Animation сократила производство до двух мультфильмов в год.
Позднее в апреле 2017 года Том Макграт ответил на вопрос журналистов так: «Кое-что у нас есть в работе, ничего не анонсировано, но я думаю, что наши герои покажут свои лица еще раз».
Учитывая вышесказанное, франшиза «Мадагаскар» на третьем фильме не заканчивается, так как 26 ноября 2014 года вышла полнометражная лента «Пингвины Мадагаскара». Режиссёр мультфильма — Саймон Джей Смитт. Сюжет фильма никак не связан с оригинальным мультсериалом.

## Комментарии
1. ↑  Полное название фильма «Мадагаскар 3: Особо разыскиваемые в Европе»
2. ↑  Повторяя судьбу четвёрки героев из фильма «Мадагаскар» (2005)